# Thập toàn Võ công
Thập toàn võ công hay Thập đại chiến dịch (tiếng Trung: 十全武功; bính âm: shí quán wǔ gōng) là một thuật ngữ do triều đình nhà Thanh đặt ra để chỉ 10 chiến dịch quân sự lớn dưới thời hoàng đế Càn Long (1735-1796). Các chiến dịch này bao gồm 2 chiến dịch để mở rộng lãnh thổ của nhà Thanh ở Trung Á, 2 trấn áp người Kim Xuyên, dân tộc thiểu số ở Tứ Xuyên, 1 trấn áp các chiến binh Hồi giáo ở Tân Cương, 1 trấn áp quân nổi dậy ở Đài Loan, 1 chiến dịch chống quân hiếu chiến Gurkha tại Nepal xâm phạm lãnh thổ, và 3 chiến dịch xâm lược ngoại quốc tại Miến Điện, Việt Nam.
Mặc dù tự xem là thành công hoàn toàn, nhưng quân Thanh thất bại 2 lần tại Miến Điện và Việt Nam. Ngoài ra các chiến dịch chống quân nổi dậy ở Đài Loan hay Tứ Xuyên rất tốn kém, đặc biệt hai cuộc trấn áp người Kim Xuyên và Dzungar không khác gì diệt chủng. Nói chung 8/10 chiến dịch thành công đã mở rộng lãnh thổ nhà Thanh sang khu vực Trung Á, giúp diện tích Trung Quốc đạt cực đại vào cuối thời Càn Long (khoảng gần 14 triệu km2). Có thể nói nửa phía Tây của Trung Quốc ngày nay (Tây Tạng, Tân Cương) có được là nhờ thành quả của Thập toàn võ công, đây là lợi ích lâu dài mà các chiến dịch này đem lại cho Trung Quốc. Nhưng mặt trái của chúng là khiến nhà Thanh hao tổn rất nhiều tài chính, đặc biệt là các chiến dịch đánh ngoại quốc, một trong những nguyên nhân dẫn đến sự suy yếu của nhà Thanh sau này.

### Trấn áp bộ tộc Dzungar lần thứ nhất (1755)

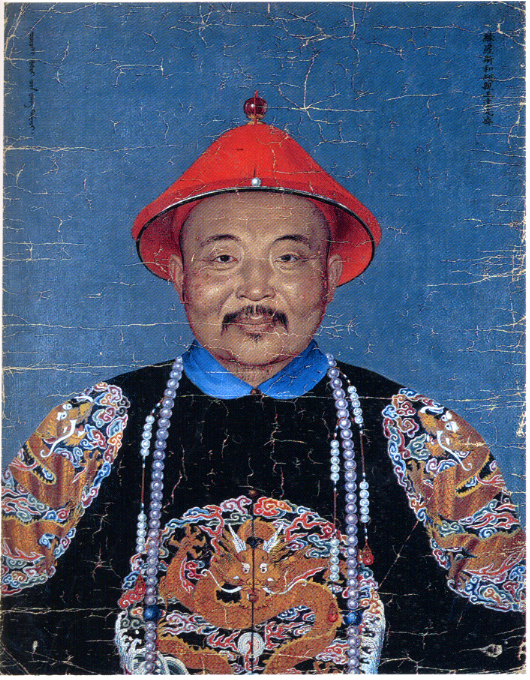
Hãn Dawachi